# Округ Самерсет (Њу Џерзи)
Самерсет (енгл. Somerset County) је округ у америчкој савезној држави Њу Џерзи.

## Демографија
По попису из 2010. године број становника је 323.444, што је 25.954 (8,7%) становника више него 2000. године.
| Група             | 2000.           | 2010.           |
| Белци             | 220.584 (74,1%) | 201.849 (62,4%) |
| Афроамериканци    | 22.396 (7,5%)   | 28.943 (8,9%)   |
| Азијати           | 24.941 (8,4%)   | 45.650 (14,1%)  |
| Хиспаноамериканци | 25.811 (8,7%)   | 42.091 (13,0%)  |
| Укупно            | 297.490         | 323.444         |